# Ayodhya (divisie)

Ligging in Uttar Pradesh

Ayodhya (tot 2018 Faizabad genoemd) is een divisie binnen de Indiase deelstaat Uttar Pradesh. Deze divisie bestaat uit de volgende vijf districten:
- Ambedkar Nagar
- Amethi
- Ayodhya
- Barabanki
- Sultanpur